# Conde Spencer
Conde Spencer é um título do Pariato da Grã-Bretanha que foi criado em 1 de novembro de 1765, juntamente como o título Visconde Althorp, de Althorp no Condado de Northampton, para John Spencer, 1º Conde Spencer, um bisneto de John Churchill, 1.º Duque de Marlborough. Ele tinha sido titulado Visconde Spencer, e Barão Spencer de Althorp, de Althorp no Condado de Northampton, em 3 de abril de 1761. A falecida Diana, Princesa de Gales (1961-1997) foi filha do 8º Conde Spencer.
O futuro 6.º Conde Spencer foi titulado Visconde Althorp, de Great Brington no Condado de Northampton, em 19 de dezembro de 1905 no Pariato do Reino Unido.
O título de cortesia do filho mais velho e herdeiro do Conde Spencer é Visconde Althorp.
A propriedade campestre da família Spencer é Althorp, localizada em Northamptonshire, que abrange significantes possessões de terras em outras partes do país, incluindo o vilarejo de North Creake, em Norfolk. Até o começo do século XX, a família manteve uma residência londrina, Spencer House, que hoje é a única mansão londrina do século XVIII que permaneceu intacta depois da Segunda Guerra Mundial.
Guilherme, Príncipe de Gales e seu irmão Henrique, Duque de Sussex são netos do oitavo Conde Spencer, também são sobrinhos do nono Conde e primos de primeiro grau do Visconde Althorp, futuro décimo Conde Spencer.
Se desejar, ao se tornar Rei,  Sua Alteza Real O Príncipe Guilherme, Príncipe de Gales pode mudar o nome da Casa Real atual que é Casa de Windsor para Casa de Spencer-Windsor, homenageando assim também a nobre e aristocrática família de sua falecida mãe Diana, Princesa de Gales, que era uma Lady filha do nobre Conde Spencer.

## Viscondes Spencer (1761)
- John Spencer, 1.º Visconde Spencer (1734–1783), foi titulado Conde Spencer em 1762.

## Condes Spencer (1765)
- John Spencer, 1.º Conde Spencer (1734–1783)
  -  George Spencer, 2.º Conde Spencer (1758–1834)
    -  John Spencer, 3.º Conde Spencer (1782–1845)
    - Richard Spencer (1789–1791)
    - Robert Cavendish Spencer (1791–1830)
    - William Spencer (n. & m. 1792)
    -  Frederick Spencer, 4.º Conde Spencer (1798–1857)
      -  John Spencer, 5.º Conde Spencer (1835–1910)
      -  Charles Spencer, 6.º Conde Spencer (1857–1922)
        -  Albert Spencer, 7.º Conde Spencer (1892–1975)
          -  John Spencer, 8.º Conde Spencer (1924–1992)
            - John Spencer (1960)
            - Diana Spencer (1961-1997)
              -  Guilherme, Príncipe de Gales (1982-)
                -  Jorge de Gales (2013)
                -  Carlota de Gales (2015)
                -  Luís de Gales (2018)

              -  Henrique, Duque de Sussex (1984-)
                -  Archie de Sussex (2019-)
                -  Lilibet de Sussex (2021-)

            -   Charles Spencer, 9.º Conde Spencer (1964)
              - (1) Louis Frederick John Spencer, Visconde Althorp (1994)
              - (2) Edmund Spencer (2003)

      - Cecil Edward Robert Spencer (1894-1928)
        - George Spencer (1903–1982)
          - (3) George Spencer (1932)

    - George Spencer, depois Pai Ignatius Spencer (1799–1864)